# Sol M. Wurtzel

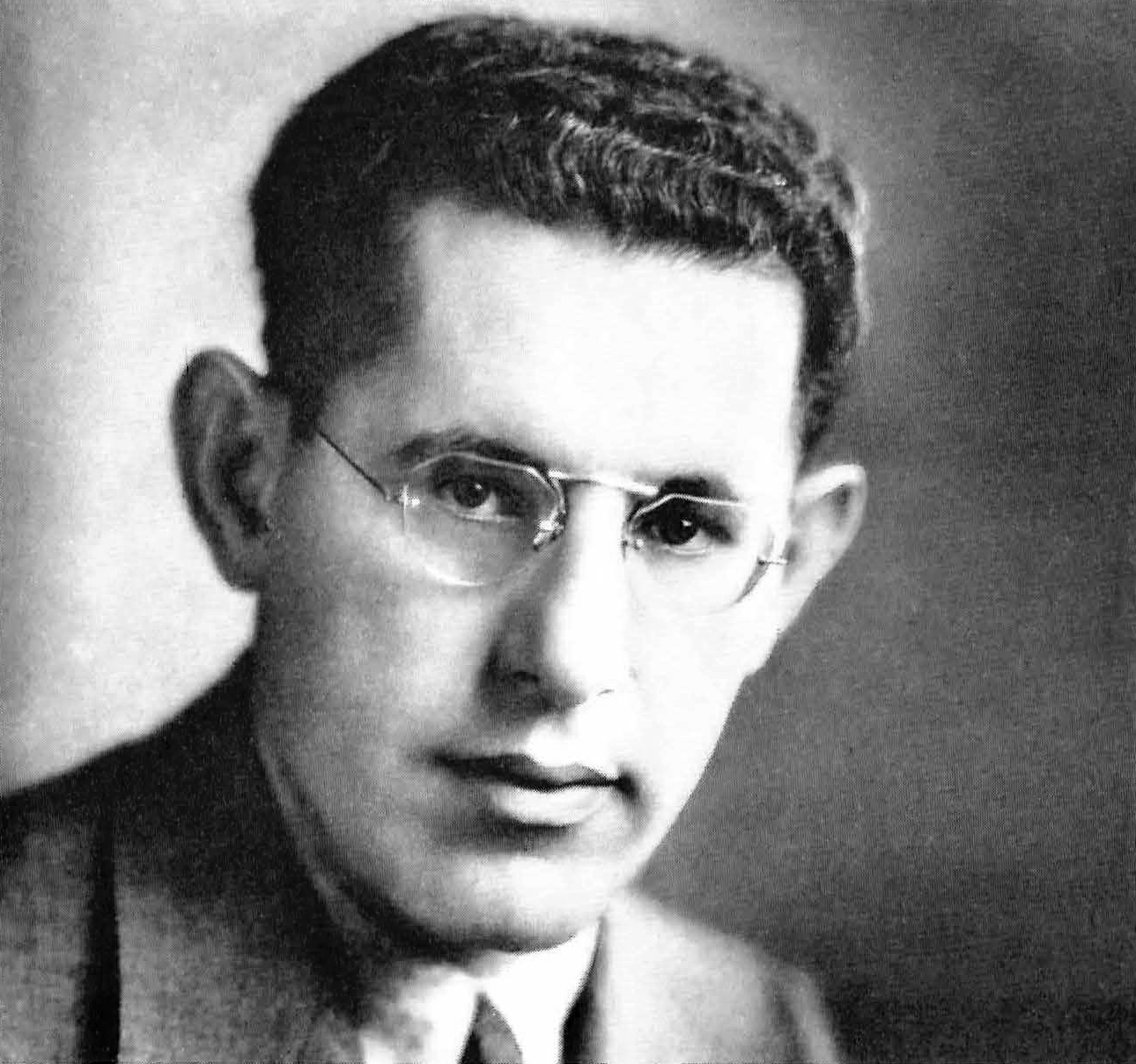
Sol M. Wurtzel (1933)

Solomon Max Wurtzel (* 12. September 1890 in New York City, Vereinigte Staaten; † 9. April 1958 in Los Angeles, Kalifornien) war ein US-amerikanischer Filmproduzent, ein überaus produktiver Hersteller von B-Pictures und Serien-Filmen.

## Leben und Wirken
Der Sohn deutsch-jüdischer Einwanderer knüpfte seine ersten Filmkontakte über William Fox, dem Gründer der Fox Film Corporation. Fox stellte Wurtzel zunächst als Stenograf ein und machte ihn später zu seinem Sekretär. Der mit seiner Firma zu dieser Zeit noch überwiegend an der US-Ostküste aktive Fox entsandte Wurtzel 1917 nach Kalifornien, um den dortigen Studiobetrieb im aufblühenden Hollywood zu beaufsichtigen. Wurtzel übernahm kurz nach Ende des Ersten Weltkriegs die Studioproduktion, war aber erst mit Ende der Stummfilm-Ära regelmäßig als Produzent tätig.
Mitte der 1930er Jahre besaß er mehrmals eine glückliche Hand, als er mit Shirley Temple den kassenträchtigen Herzwärmer Lachende Augen produzierte, anschließend den soeben mit dem IRA-Drama Der Verräter zu Starruhm gekommenen John Ford bei dessen Nebenwerk Mit Volldampf voraus produzierte und in zwei Filmen (Charlie Chan in Ägypten und Das Schiff des Satans) die Karriere der bis dahin noch völlig unbekannten Rita Casino (die spätere Rita Hayworth) lancierte.
Rund zwei Jahrzehnte lang, in den gesamten 1930er und Jahren, warf Wurtzel Hunderte von zumeist billig hergestellten Filmchen auf den US-Markt. Vor allem gegen Ende der 1930er Jahre landete Wurtzel damit Erfolge, als er mehrere Geschichten um die ostasiatischen Spürnasen Charlie Chan (gespielt von Warner Oland) und Mr. Moto (gespielt von Peter Lorre) in die Kinos brachte. Zu Beginn der 1940er Jahre stellte Wurtzel auch einige alterszahme Lustspiele mit dem einst erfolgreichen Komiker-Gespann Laurel & Hardy her. Zeitgleich, während des Zweiten Weltkriegs, produzierte Wurtzel auch mehrere Propagandafilme wie Manila Calling, Secret Agent of Japan, Chetniks und Bomber‘s Moon.
Keine von Wurtzels knapp zweihundert Produktionen war sonderlich gehaltvoll, geschweige denn besitzt irgendeiner dieser Filme eine filmhistorische Bedeutung. Nichtsdestotrotz erfreute sich diese Massenware beim anspruchsarmen Publikum beträchtlicher Beliebtheit. 1949 war seine Filmkarriere beendet, drei Jahre später erlitt Sol M. Wurtzel einen Schlaganfall.

### Filme (Auswahl)
als Herstellungsleiter oder Filmproduzent
- 1919: The Coming of the Law
- 1926: Rustling for Cupid
- 1927: Das Glück in der Mansarde (Seventh Heaven)
- 1929: Fox Movietone Follies of 1929
- 1929: Sunnyside Up
- 1931: Young as You Feel
- 1931: The Cisco Kid
- 1932: Mystery Ranch
- 1933: Walking Down Broadway
- 1933: Walls of Gold
- 1934: Orient Express
- 1934: Shirley’s großes Spiel (Baby, Take a Bow)
- 1934: Murder in Trinidad
- 1934: Handy Andy
- 1934: Abenteuer in Borneo (Pursued)
- 1934: Jungle Priest
- 1934: Lachende Augen (Bright Eyes)
- 1935: Charlie Chan in Paris
- 1935: Charlie Chan in Ägypten (Charlie Chan in Egypt)
- 1935: Das Schiff des Satans (Dante’s Inferno)
- 1935: Mit Volldampf voraus (Steamboat Round the Bend)
- 1936: Charlie Chans Geheimnis (Charlie Chan’s Secret)
- 1936: Gefährliche Fracht (Human Cargo)
- 1936: Hände hoch! (The Country Beyond)
- 1936: Ramona
- 1936: Charlie Chan in der Oper (Charlie Chan at the Opera)
- 1937: Charlie Chan in Monte Carlo (Charlie Chan at Monte Carlo)
- 1937: Mr. Moto und die Schmugglerbande (Think Fast, Mr. Moto)
- 1937: Mr. Moto und der China-Schatz (Thank You, Mr. Moto)
- 1938: Charlie Chan in Honolulu
- 1938: Mr. Moto und der Wettbetrug (Mr. Moto’s Gamble)
- 1938: Mr. Moto und der Dschungelprinz (Mr. Moto Takes a Chance)
- 1938: Mr. Moto und der Kronleuchter (Mysterious Mr. Moto)
- 1938: Mr. Moto und die Flotte (Mr. Moto’s Last Warning)
- 1939: Mr. Moto und die geheimnisvolle Insel (Mr. Moto in Danger Island)
- 1939: Mr. Moto und sein Lockvogel (Mr. Moto Takes a Vacation)
- 1940: Charlie Chan in Panama
- 1940: Viva Cisco Kid
- 1940: Jennie
- 1940: Earthbound
- 1940: Charlie Chan: Mord über New York (Murder Over New York)
- 1941: Charlie Chan in Rio
- 1941: Schrecken der Kompanie (Great Guns)
- 1941: Cadet Girl
- 1941: Private Nurse
- 1942: Young America
- 1942: Manila Calling
- 1942: Secret Agent of Japan
- 1942: Dick und Doof als Geheimagenten beim FBI (A Haunting We Will Go)
- 1943: Chetniks
- 1943: Bomber‘s Moon
- 1943: Dick und Doof und die Wunderpille (Jitterbugs)
- 1944: Pin Up Girl
- 1944: Der große Knall (The Big Noise)
- 1946: Rendezvous 24
- 1946: Strange Journey
- 1947: Backlash
- 1947: Second Chance
- 1948: Half Past Midnight
- 1948: Fighting Back
- 1948: Night Wind
- 1949: Miss Mink of 1949
- 1949: Tucson